# Teijiro Tanikawa
Teijiro Tanikawa, född 20 december 1932, är en japansk före detta simmare.
Tanikawa blev olympisk silvermedaljör på 4 x 200 meter frisim vid sommarspelen 1952 i Helsingfors.